# NGC 5839
NGC 5839 este o galaxie lenticulară situată în constelația Fecioara. A fost descoperită în 24 februarie 1786 de către William Herschel. Se află la o distanță de 22,7 de megaparseci de Pământ.